# 1010 Marlene
1010 Marlene (privremena oznaka 1923 PF), asteroid glavnog pojasa. Otkrio ga je Karl Wilhelm Reinmuth, 12. studenog 1923. iz zvjezdarnice u Heidelbergu. Nazvan je po Marlene Dietrich.

## Vanjske poveznice
- Minor Planet Center

… |  1009 Sirene  | 1010 Marlene |  1011 Laodamia | …